# Karl Pfeifer (Journalist)

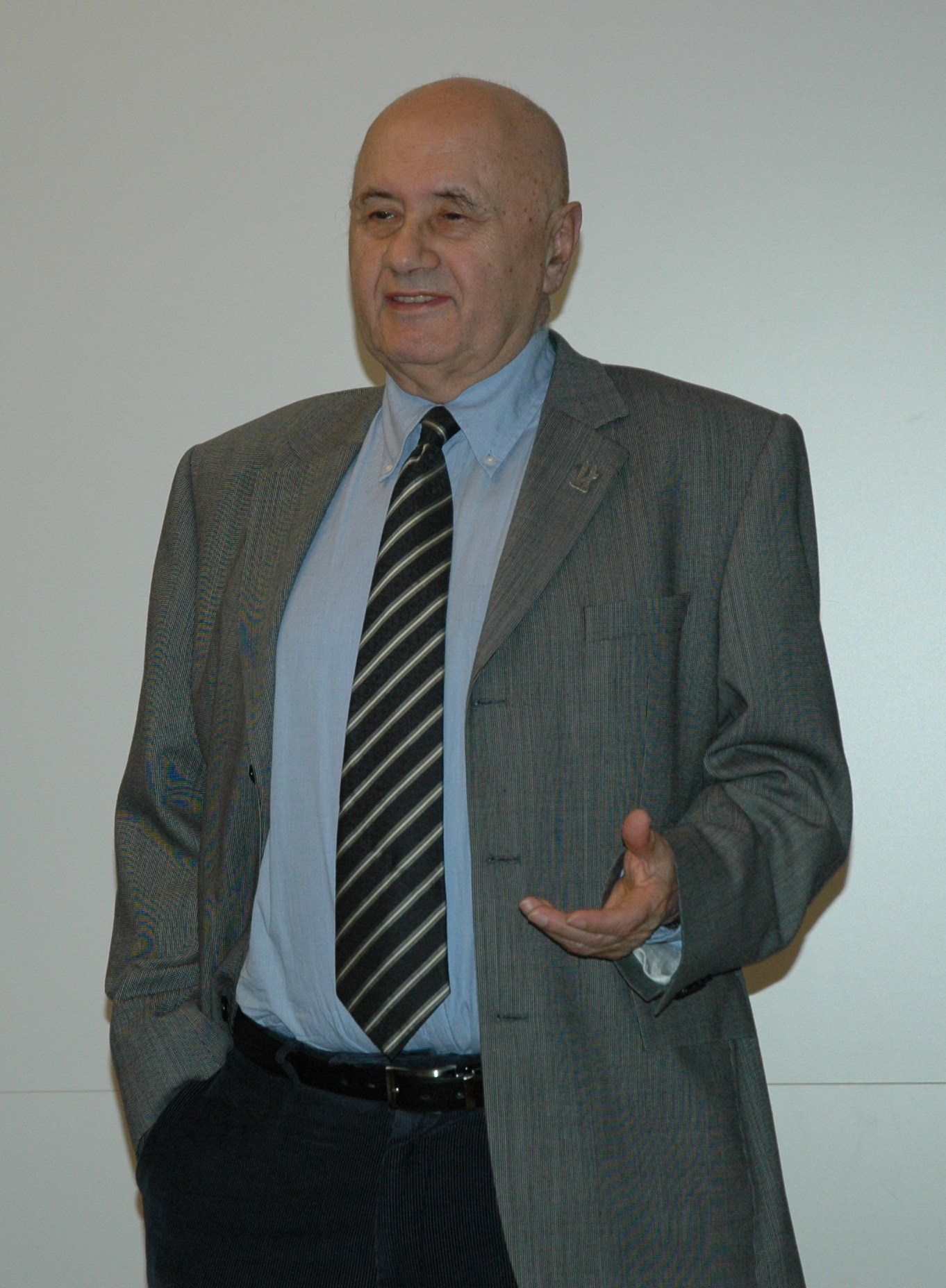
Karl Pfeifer (2008)

Karl Pfeifer (geboren am 22. August 1928 in Baden bei Wien; gestorben am 6. Jänner 2023 in Wien) war ein österreichischer Journalist.

## Leben
Karl Pfeifer floh 1938 mit seinen jüdischen Eltern nach Ungarn, wo er 1940 der sozialistisch-zionistischen Jugendorganisation Hashomer Hatzair beitrat. Noch vor der deutschen Besetzung Ungarns im Zweiten Weltkrieg am 5. Jänner 1943 gelang ihm als einem unter 50 Jugendlichen und Kindern auf abenteuerliche Weise die Flucht nach Palästina. Er lebte in einem Kibbuz, diente ab 1946 in der Elitetruppe Palmach und nach der Staatsgründung Israels bis 1949 in der israelischen Armee.
1951 kehrte er nach Österreich zurück. Nach beruflicher Tätigkeit im Hotelgewerbe in verschiedenen Ländern war er von 1982 bis 1995 Redakteur der Gemeinde, des offiziellen Organs der Israelitischen Kultusgemeinde Wien.
In dieser Funktion wies er 1995 in einem Artikel darauf hin, dass der Politologe Werner Pfeifenberger im Jahrbuch der Freiheitlichen Akademie „Nazitöne“ anschlage, da er das Hitlerregime verharmlose und den Juden vorwerfe, Hitler-Deutschland 1933 zum Krieg herausgefordert zu haben. Pfeifer wurde daraufhin von Pfeifenberger verklagt und in zwei Instanzen freigesprochen. Nachdem im Jahr 2000 die Wiener Staatsanwaltschaft Anklage wegen „nationalsozialistischer Wiederbetätigung“ gegen Pfeifenberger erhoben hatte, beging dieser Suizid. Der Herausgeber der rechten Zeitschrift Zur Zeit, Andreas Mölzer, betitelte Pfeifer daraufhin in einer Aussendung an seine Abonnenten als „Teil einer Jagdgesellschaft“, die Pfeifenberger „in den Selbstmord getrieben“ habe – der „jüdische Journalist“ habe die „juristische Lawine gegen Pfeifenberger“ ausgelöst. Pfeifer klagte nun auf Entschädigung und wurde damit bei den österreichischen Gerichtsinstanzen abgewiesen. Am 15. November 2007 bekam Pfeifer vom Europäischen Gerichtshof für Menschenrechte wegen Verletzung der Achtung seines Privatlebens nach Artikel 8 Recht gesprochen; da es keinen Beweis für einen ursächlichen Zusammenhang zwischen Pfeifers kritischem Artikel und dem Selbstmord Pfeifenbergers gebe. Die Republik Österreich wurde zu 5.000 Euro Entschädigung für die – durch das Versäumnis der Gerichte entstandene – immaterielle Schädigung verurteilt.
Seit Anfang der 1990er Jahre und bis 2005 arbeitete Pfeifer als Wiener Korrespondent des israelischen Radios und als freier Journalist des monatlich erscheinenden antifaschistischen Londoner Magazins Searchlight sowie des jüdischen Internetmagazins haGalil. 
Im Jahr 2008 produzierten Mary Kreutzer und Thomas Schmidinger für die Gesellschaft für kritische Antisemitismusforschung einen Dokumentarfilm über sein Leben: Zwischen allen Stühlen. Lebenswege des Journalisten Karl Pfeifer.
Pfeifer hat unter anderem jahrzehntelang dokumentiert, wie stark antisemitisch grundierter Nationalismus Ungarn geprägt hat.

## Auszeichnungen
- 2003: Joseph-Samuel-Bloch-Medaille der Aktion gegen den Antisemitismus in Österreich[10]
- 2018: Goldenes Ehrenzeichen für Verdienste um die Republik Österreich[11]
- 2022: Goldenes Ehrenzeichen für Verdienste um das Land Wien[12]
- 2022: Simon-Wiesenthal-Preis 2021 (Hauptpreis, gemeinsam mit Lily Ebert, Liliana Segre und Zwi Nigal)[13]
- 2022: Goldenes Ehrenzeichen für Verdienste um das Bundesland Niederösterreich[14]

## Schriften
Monografien
- Nicht immer ganz bequem ... Verlag Der Apfel, Wien 1996, ISBN 3-85450-151-X.
- mit Theodor Much: Bruderzwist im Hause Israel: Judentum zwischen Fundamentalismus und Aufklärung. K & S, Wien 1999, ISBN 3-218-00667-8.
- mit Gerald Lamprecht, Stefan Moritz, Thomas Schmidinger, Moshe Zuckermann: Antisemitismus, Antizionismus und Israelkritik. Clio Verein für Geschichts- und Bildungsarbeit, Graz 2007, ISBN 978-3-902542-01-4.
- Einmal Palästina und zurück: Ein jüdischer Lebensweg. Edition Steinbauer, Wien 2013, ISBN 978-3-902494-62-7 (überarbeitete Neuausgabe: Edition Critic, Berlin 2015, ISBN 978-3-9815919-2-7).
- Immer wieder Ungarn. Autobiographische Notizen, Nationalismus und Antisemitismus in der politischen Kultur Ungarns – Texte 1979 bis 2016. Edition Critic, Berlin 2016, ISBN 978-3-946193-10-4.

Sonstiges
- Im Palmach. Erinnerungen aus dem Jahr 1948. In: Dschungel. Beilage zu Jungle World Nr. 6, vom 11. Februar 2010, S. 9–12.